# Aeroportul West Angelas
Aeroportul West Angelas (IATA: WLP, ICAO: YANG) este un aeroport din Australia de Vest, Australia.
Situat la o altitudine de 705 m, aeroportul dispune de o singură pistă.